# Rudolf Tunkel
Rudolf Tunkel (* 18. April 1898 in Zülz; † nach 1932) war ein deutscher Politiker (KPD).

## Leben
Tunkel arbeitete zunächst in der Landwirtschaft und war später als Bergarbeiter tätig. Er war ab 1927 Sekretär für die schlesische Sektion des Bundes schaffender Landwirte (BsL) in Lobkowitz bei Dobrau und wechselte 1929 zur Zentralleitung des Verbandes in Berlin.
Tunkel trat 1922 in die KPD ein, für die er im Mai 1928 als Abgeordneter in den Preußischen Landtag gewählt wurde. Nach seinem Ausschluss aus der KPD war er ab dem 16. März 1932 fraktionsloser Abgeordneter. Mit Ablauf der Legislaturperiode schied er noch im selben Jahr aus dem Landtag aus. Im Parlament hatte er den Wahlkreis 9 (Oppeln) vertreten.